# FIFAランキング
FIFA男子世界ランキング（正式名称：FIFA/Coca-Cola World Ranking）は、国際サッカー連盟（FIFA）により発表されるランキング。1993年から発表が始まり、FIFAに加盟する各国・地域の男子Aナショナルチーム（A代表。年齢制限のない代表）の国際Aマッチ（A代表同士の公式国際試合）の成績をもとにポイント化し、集計して毎月発表される。正式名称にもあるように、FIFA公式スポンサー最上位のカテゴリーのFIFAパートナーであるコカ・コーラが協賛。
算出方法はこれまで4度変更されている。現行のランキング方式は、2018 FIFAワールドカップ後に採用されたもので、同年7月分は発表されず、同年8月16日発表分から新方式となった。国際Aマッチの成績から算出してポイント化することはどの方式も変わらないが、現行方式は、チェスや将棋で多用されているイロレーティングと呼ばれる数学的裏付けを持つ算出方法をベースにしている点に特徴がある。この方式では、試合前のランキングに基づいて結果を予測し、予測と実際の結果との差異に基づいてランキングのポイントを増減させることで、試合をするたびに自然と現在の実力を表すランキングに近付いていくように設計されている。詳細は、下記の算出方法の2018年方式の算出方法の項を参照。
女子にもFIFAランキングがあるが、過去の女子Aナショナルチーム（女子A代表）の全試合の結果が対象となるなど男子とは異なる点がある。詳細はFIFA女子ランキングを参照。以下の記述は男子のFIFAランキングについてである。

## 概要
| 2025年7月10日付上位55か国ランキング | 2025年7月10日付上位55か国ランキング | 2025年7月10日付上位55か国ランキング | 2025年7月10日付上位55か国ランキング |
| 順位                                | 変動                                | チーム                              | ポイント                            |
| ----------------------------------- | ----------------------------------- | ----------------------------------- | ----------------------------------- |
| 1                                   | 増減なし                            | アルゼンチン                        | 1885.36                             |
| 2                                   | 増減なし                            | スペイン                            | 1867.09                             |
| 3                                   | 増減なし                            | フランス                            | 1862.03                             |
| 4                                   | 増減なし                            | イングランド                        | 1813.32                             |
| 5                                   | 増減なし                            | ブラジル                            | 1777.69                             |
| 6                                   | 1                                   | ポルトガル                          | 1770.53                             |
| 7                                   | 1                                   | オランダ                            | 1758.18                             |
| 8                                   | 増減なし                            | ベルギー                            | 1736.38                             |
| 9                                   | 1                                   | ドイツ                              | 1716.98                             |
| 10                                  | 1                                   | クロアチア                          | 1707.51                             |
| 11                                  | 2                                   | イタリア                            | 1702.58                             |
| 12                                  | 増減なし                            | モロッコ                            | 1698.72                             |
| 13                                  | 4                                   | メキシコ                            | 1689.73                             |
| 14                                  | 増減なし                            | コロンビア                          | 1679.46                             |
| 15                                  | 1                                   | アメリカ合衆国                      | 1671.04                             |
| 16                                  | 3                                   | ウルグアイ                          | 1670.76                             |
| 17                                  | 2                                   | 日本                                | 1641.23                             |
| 18                                  | 1                                   | セネガル                            | 1635.10                             |
| 19                                  | 1                                   | スイス                              | 1635.08                             |
| 20                                  | 2                                   | イラン                              | 1624.30                             |
| 21                                  | 増減なし                            | デンマーク                          | 1621.24                             |
| 22                                  | 増減なし                            | オーストリア                        | 1591.24                             |
| 23                                  | 増減なし                            | 韓国                                | 1587.08                             |
| 24                                  | 2                                   | オーストラリア                      | 1578.57                             |
| 25                                  | 1                                   | エクアドル                          | 1570.68                             |
| 26                                  | 1                                   | ウクライナ                          | 1557.21                             |
| 27                                  | 増減なし                            | トルコ                              | 1553.19                             |
| 28                                  | 2                                   | カナダ                              | 1548.94                             |
| 29                                  | 1                                   | スウェーデン                        | 1545.43                             |
| 30                                  | 3                                   | パナマ                              | 1545.08                             |
| 31                                  | 2                                   | ウェールズ                          | 1528.93                             |
| 32                                  | 1                                   | セルビア                            | 1523.03                             |
| 33                                  | 5                                   | ノルウェー                          | 1519.42                             |
| 34                                  | 2                                   | エジプト                            | 1518.79                             |
| 35                                  | 増減なし                            | ロシア                              | 1518.54                             |
| 36                                  | 増減なし                            | アルジェリア                        | 1503.80                             |
| 37                                  | 3                                   | ポーランド                          | 1502.40                             |
| 38                                  | 1                                   | ハンガリー                          | 1500.74                             |
| 39                                  | 1                                   | ギリシャ                            | 1497.82                             |
| 40                                  | 14                                  | コスタリカ                          | 1493.85                             |
| 41                                  | 2                                   | チェコ                              | 1492.40                             |
| 42                                  | 増減なし                            | ペルー                              | 1489.97                             |
| 43                                  | 5                                   | パラグアイ                          | 1486.69                             |
| 44                                  | 1                                   | ナイジェリア                        | 1484.26                             |
| 45                                  | 4                                   | コートジボワール                    | 1483.45                             |
| 46                                  | 1                                   | ベネズエラ                          | 1477.02                             |
| 47                                  | 3                                   | スコットランド                      | 1474.68                             |
| 48                                  | 3                                   | ルーマニア                          | 1474.46                             |
| 49                                  | 増減なし                            | チュニジア                          | 1471.10                             |
| 50                                  | 1                                   | スロベニア                          | 1469.76                             |
| 51                                  | 1                                   | カメルーン                          | 1466.97                             |
| 52                                  | 6                                   | スロバキア                          | 1466.56                             |
| 53                                  | 2                                   | カタール                            | 1459.85                             |
| 54                                  | 1                                   | マリ                                | 1454.72                             |
| 55                                  | 2                                   | ウズベキスタン                      | 1449.12                             |
| *比較は2025年4月3日付との変動       |                                     |                                     |                                     |
| Complete rankings at FIFA.com       |                                     |                                     |                                     |

次回発表予定日は2025年9月18日。
1993年から発表が始まったこのランキングは、数値上で各国のAナショナルチーム（A代表）の強さを示したものである。その時々の問題点を解決するため、これまでに3回算出方法の改定が行われている。2018 FIFAワールドカップ後の2018年7月19日発表のFIFAランキングから4回目の変更となる(詳細は、算出方法の2018年方式の算出方法の項で後述)。なお、2018年6月7日発表分までの2006年方式でのFIFAランキングは対象となる試合が過去4年間の国際Aマッチであったため、2003年11月17日から2011年11月10日まで国際Aマッチを戦っていなかったサントメ・プリンシペは、FIFA加盟国ではあるが2006年7月12日から2011年11月22日までランキングから除外されていた。
外国人選手も所属できるクラブとは異なり、ナショナルチーム（代表）は同じ国籍の選手のみのチームであり、さらに男子Aナショナルチーム（A代表。年齢制限のない最強の代表）の国際Aマッチ（A代表同士の公式国際試合）の成績で算出するため、FIFAランキングはその国のサッカーの強さを示す『目安』となっている。
FIFAワールドカップの各地域予選においては、実力差が極めて大きい対戦を避けるため予備予選を行うことがあり、その振り分けに使われたり（例えば、2006 FIFAワールドカップ・アジア予選ではFIFAランキングアジア上位25位以内のチームは予備予選免除）、AFCアジアカップ等の各地域連盟主催の各大陸別選手権の予選組み分け及び本大会のグループリーグの組み合わせ（ランキングが高いチームがシード等）に使われたりしている。
また、FIFAワールドカップ本大会においても、グループリーグのシード国決定に用いられる。2006年FIFAワールドカップまでは過去から現在までのFIFAランキングと過去のワールドカップ本大会の成績を元に計算してシード国を決めていた（FIFAワールドカップ・ドイツ大会では過去3年間のFIFAランキングとワールドカップ本大会過去2大会の成績を元に計算）が、2010年FIFAワールドカップではグループリーグ組み合わせ抽選会前のFIFAランキング（2009年10月のFIFAランキング）のみでシード国を決定した。以降のワールドカップも、組み合わせ抽選会前のFIFAランキングのみでシード国を決定している。
国内リーグでもFIFAランキングが用いられる場合がある。プレミアリーグはEU加盟国及びEFTA加盟国以外の国籍の選手は、労働許可証取得の条件の一つに「当該国の過去2年間のFIFAランキングの平均順位が70位以上」であることが条件となっている。
このように、年々、FIFAランキングの重要性は増してきている。これまでに、ブラジル、スペイン、イタリア、ドイツ、フランス、アルゼンチン、オランダ、ベルギーの8カ国が、本ランキングで1位に輝いた経験を有している。

## 算出方法
2018年8月16日発表のFIFAランキングから、新たな算出方法が使用されることになった。
2006年方式から改定された理由は、強豪国と対戦する機会が少ないアジアやアフリカ、北中米カリブ海の代表にとっては、対戦国間の強さ (C)と大陸連盟間の強さ (D) でポイントを得られず、さらに各大陸選手権も4年に1回のものもあれば、2年に1回のものもあり、試合の重要度 (B)でもポイントに差が生まれていたからである(この文での記号は2006年方式)。また、2006年方式は、年間平均ポイント計算を行う必要があったため、ワールドカップ欧州予選のような公式戦で高いポイントを得る一方、親善試合の回数を少なくあるいは回避することで、FIFAランキングを高く保ち、通常通りの日程で親善試合を行った代表より優位に立つといった言わば「2006年方式の穴」を利用する代表が現れた。
その代表例は、スイス(2018年6月7日発表FIFAランク6位)やポーランド(2018年6月7日発表FIFAランク8位)である。「2006年方式の穴」をふさぎ、全てのFIFA加盟代表にFIFAランキング向上の機会を均等に与えるという目的で、スポーツ専門家と統計家のグループが、Elo(イロレーティング)の計算方法に基づき2018年方式の計算式を作成した。この式は、個々の試合のポイントを平均化するのではなく、代表チームの既存のポイントに加算または減算することによって行われる。従って2006年方式のFIFAランキングの計算式で使用されていた年間平均ポイント計算は無くなる。合計 - ウェイトは対戦相手の相対的な強さと各試合の重要度によって決まる。計算式に入れる試合の重要度が親善試合より公式国際大会の試合の方に高く設定されているのは従来通りだが、さらに公式国際大会の準々決勝以降の試合の重要度がより高く設定されている。大陸連盟がどこであるかは考慮されなくなった。

### 各国のポイントの一新
新方式でのランキングの算出に当たり、各国のポイント数は、旧方式でのポイント数を使用するのではなく、旧方式における最新のランキング（2018年6月7日発表）の順位に基づいて新たにポイント数が割り振られた。
具体的にはランキング1位のドイツを1600ポイントとし、以下2位ブラジルが1596ポイント、3位ベルギーが1592ポイントと順位が１つ下がる毎に4ポイント少ないポイントが割り振られた。同率12位のイングランドとデンマークは共に1556ポイント、その次点にあたる14位のウルグアイは8ポイントではなく4ポイント少ない1552ポイントとされた。61位の日本は1372ポイント。
この新たに決められたポイントに、2018年FIFAワールドカップの試合を含めた2018年6月7日以降に行われる全ての国際Aマッチの試合ごとに結果に応じてポイントが加算もしくは減算されていき、そのポイントを基にランキングが作成される。

### 試合ごとのポイントの算出方法
試合結果により対象国に加算／減算されるポイントは下記の計算式によって算出される。１試合の結果によるポイントの増減はマイナス50～プラス60の範囲内である。
試合の重要度係数 (A) × (試合の結果係数(B) - 試合の期待結果係数(C) )
　ただし、Ｗ杯や大陸選手権の本大会の決勝トーナメントの試合に関してはポイントの加算のみ行い、減算は行わない。
試合の重要度係数 (A)
対象試合で加算/減算されるポイント数の最大値を表す。例えば各大陸選手権（AFCアジアカップ、アフリカネイションズカップ、 コパ・アメリカ、CONCACAFゴールドカップ、OFCネイションズカップ、UEFA欧州選手権）本大会の1次リーグの場合、1試合の結果によるポイントの増減はマイナス35～プラス35の範囲内となる。
- 5：国際Aマッチデー以外の親善試合（EAFF E-1フットボールチャンピオンシップ(旧東アジアカップ)など国際Aマッチデー以外に行う小地域選手権もこれに含まれる）
- 10：国際Aマッチデーの親善試合（国際Aマッチデーに行う小地域選手権があれば、これに含まれる）
- 15：各ネーションズリーグ(例：UEFAネーションズリーグ)のグループステージ
- 25：各大陸選手権予選とFIFAワールドカップ各大陸予選、各ネーションズリーグのファイナルフォー(最終リーグ)とプレーオフ
- 35：各大陸選手権本大会（所属大陸以外の大会への招待参加の場合も含む）の準々決勝以前の全試合
- 40：各大陸選手権本大会準々決勝以降の試合(準々決勝、準決勝、3位決定戦、決勝)、FIFAコンフェデレーションズカップの全試合
- 50：FIFAワールドカップ本大会準々決勝以前の全試合
- 60：FIFAワールドカップ本大会準々決勝以降の試合(準々決勝、準決勝、3位決定戦、決勝)

試合の結果係数(B)
勝ち：1　　PK戦による勝ち：0.75　　引き分け・PK戦による負け：0.5　　負け：0
試合の期待結果係数(C)
1 ÷ (10^(D÷600) + 1)　　※ D=(対象国の対戦相手の試合前のポイント) - (対象国の試合前のポイント)
この係数は１未満の正数になる。対戦相手との力関係を数値化したもので、対象国と比べて対戦相手のランクが上である（ポイントが高い）ほど0（負け）に近く、対戦相手のランクが下である（ポイントが低い）ほど1（勝ち）に近い数値になる。対象国の期待結果係数と対戦相手の期待結果係数は足すと１になり、対戦相手が同順位の場合は双方0.5になる。
　例：対戦相手の試合前のポイントが361ポイント高い場合の期待結果係数：約0.2　
　　　対戦相手の試合前のポイントが220ポイント高い場合の期待結果係数：約0.3　
　　　対戦相手の試合前のポイントが105ポイント高い場合の期待結果係数：約0.4　
　　　対戦相手の試合前のポイントが105ポイント低い場合の期待結果係数：約0.6　
上記の計算式とルールにより算出される試合ごとのポイントの主な特徴は以下の通り。
・試合に勝つか、対象国よりランキングが上位の国に引き分ける（PK戦による負けも含む）とポイントが加算される
・試合に負けるか、対象国よりランキングが下位の国に引き分けるとポイントが減算される（Ｗ杯や大陸選手権の本大会の決勝トーナメントの場合は減算されず、ポイントは0）
・対象国より試合前のポイントが287ポイント以上低い国にPK戦で勝ってもポイントは減算される（Ｗ杯や大陸選手権の本大会の決勝トーナメントの場合は減算されず、ポイントは0）
・対象国とランキングが同順位の国と引き分ける（PK戦による負けも含む）とポイントは0
・減算されるポイント数は、対戦相手に加算されるポイント数と同じになる（PK戦の場合は除く）
・計算方法の特性上、ノックアウトステージでは必然的にポイントはインフレする。

## 過去の算出方法

### 2006年方式の算出方法
2006年7月12日から2018年6月7日発表分まで以下のような算出方法で、ランキングを作成していた。1999年方式から改定された理由は、それ以前のランキング算出方法があまりに煩瑣であり、よりわかりやすく簡単に計算できるものにすることがFIFA公式サイトによる説明であるが、同時により多くのサッカーファンの主観とランキングをマッチさせることもこの改訂では考慮された。
従来の方式では直近12か月ごとに最も高いポイントを得た7試合を抽出していたが、この方式ではある国が対戦するのはほとんどが同大陸内の国であるという現実が無視されていた。すなわちヨーロッパの国がたいてい同じヨーロッパの国と試合をするのも、アジアや北中米の国が年に5試合前後ヨーロッパの国と試合をするのも同じに扱われており、このことが、アメリカやメキシコ、日本といった国のランクを押し上げる原因となっていた。2006年方式ランキングの特徴は、「直近48か月の全ての国際Aマッチ」を考慮することで、これまで切り捨てられていた対戦結果を拾い上げ、強豪国間で切磋琢磨するヨーロッパや南米の国のランクを押し上げることにあった。
2006年6月時点と同年7月時点を比べて、ウクライナ (+30)、ギニア (+27)、ガーナ (+23)、スイス (+22) といったヨーロッパ・アフリカ勢が大きく伸びた反面、サウジアラビア (-47) を筆頭にバーレーン (-40)、イラク (-36) 等のアジア勢が大きく順位を落とした。
実際に算出する方法は以下の基準に沿って行われていた。
対象となる試合
過去48か月間の国際Aマッチが対象となる。
勝ち点 (A)
あらゆる国際Aマッチにおいて、勝ち：3点、引き分け：1点、負け：0点とする。ただし、PK戦において勝敗が決した試合に関しては勝ち：2点、負け：1点とする。
試合の重要度 (B)
国際Aマッチには4段階の重要度が設定されている。
- 1.0：親善試合（東アジアサッカー選手権などの小地域選手権もこれに含まれる）
- 2.5：大陸選手権の予選、FIFAワールドカップ各大陸予選
- 3.0：大陸選手権の本大会、FIFAコンフェデレーションズカップ
- 4.0：FIFAワールドカップ本大会

なお、大陸選手権とは、AFCアジアカップ、アフリカネイションズカップ、 コパ・アメリカ、CONCACAFゴールドカップ、OFCネイションズカップ、UEFA欧州選手権の6つの大会である。
対戦国間の強さ (C)
対戦国の強さはその時点で最新のFIFAランキングが適用される。
- 1位は 2.00
- 2位以下は (200 - (相手国のFIFAランク)) / 100 の値
- 150位以下は 0.50

大陸連盟間の強さ (D)
対戦国が所属する大陸連盟ごとに以下のような定数を割り当てる。
2014 FIFAワールドカップ以後　
UEFA: 0.99　CONMEBOL: 1.0　CONCACAF: 0.85　AFC: 0.85　CAF: 0.85
OFC: 0.85
2010 FIFAワールドカップ本戦開始前の試合には以下のような定数を割り当てていた。
UEFA: 1.0　CONMEBOL: 0.98　CONCACAF: 0.85　AFC: 0.85　CAF: 0.85
OFC: 0.85
2014 FIFAワールドカップ本戦開始前の試合には以下のような定数を割り当てていた。
UEFA: 1.0　CONMEBOL: 1.0　CONCACAF: 0.88　AFC: 0.86　CAF: 0.86
OFC: 0.85
この定数を元に、(対戦2国の定数の合計) / 2 を大陸連盟間の強さの関係を表す係数とする。同大陸同士の対戦は上記の定数がそのまま当てはまる。
各国際Aマッチにおけるポイント
上記までに算出された値を元に、以下の式である国際Aマッチにおけるポイントを求める。
(A) × (B) × (C) × (D) × 100
ランキングポイントの算出
1. 48か月を12か月ずつ4つに区切る。
2. 直近の12か月ごとに、上記の国際Aマッチで獲得したポイントの合計を計算し、行った試合数で平均をとる。ただし、5試合以下だった場合は一律割る数は5とする。
3. 直近の12か月ごと獲得したポイントの割合は100%、50%、30%、20%とする。得られた4つの平均値にこの割合を掛け、合算する。この数値がランキングポイントとなる。

#### 2006年方式の評価と問題点
強豪国の揃う欧州・南米諸国の相互間の試合を全てポイント計算の基礎に参入することにより、1999年方式よりもより多くのサッカーファンの主観にランキングが合致するようになった。しかし一方で、これらの国と対戦する機会が特に少ないアジア勢にとっては、ワールドカップ本大会で多少いい成績を残したとしてもそれ以外の多くのアジア内の試合によってポイントが相殺されることとなり、ランキングを上げることが相当困難になった。また、大陸選手権が二年に一度開催される北中米カリブ海地域やアフリカに対し、アジアは四年に一度の開催であり、高いポイントを得られる機会が少ないことが、新方式下でアジア勢とアフリカ・北中米カリブ海勢の強豪国のランキングの差を生む原因となっていた。
また、上位国相互間にとってはより実態に近いランキングとなった反面、ランキング下位国の実力を示す指標としては以前より不正確になったとされる。従来は負けた試合でも点差や対戦相手に応じてポイントが得られたが、2006年方式ではあらゆる負けを0ポイントと評価される。このため、強豪国ひしめく欧州では引き分けることさえ難しく、また他の地域の国と試合をすることの稀なアンドラとサンマリノはFIFAランキングの最底辺に沈んでいる。しかし、この両国は1999年方式が最後に適用された2006年5月ではそれぞれ129位と161位にランクしていた。したがって、この両国がこの改訂の前後でほとんどランキングに変化がなく現在は両国と同程度のランキングである東ティモール、アメリカ領サモア、モントセラトなどの、アジア・オセアニア・北中米カリブ海といった地域内においてさえ引き分けることも困難な代表チームと同程度の実力であるかには疑問がある。
また、FIFAワールドカップ開催国は予選が免除されるため、試合優先度2.5のワールドカップ地区予選に参加しない。代わりに親善試合を組んだとしても親善試合の試合重要度は1となるためランクが低くなっていた。

### 1999年方式の算出方法
1999年から2006年5月までは以下のような方針で行われた。おおむね前述までの算出方法とほぼ同じだが、以下のような違いがある。
- 過去96か月間の国際Aマッチが対象
- 96か月を12か月ずつ8つに区切り、直近の12か月ごと獲得したポイントを1.0倍、7/8倍、6/8倍、……、1/8倍とする。
- 各12か月間の中で高いポイントを稼いだ7試合の数字が採用される。
- 試合の重要度の係数が以下のようになっていた。
  - 1.00：親善試合
  - 1.50：大陸選手権予選、FIFAワールドカップ地区予選、FIFAコンフェデレーションズカップ
  - 1.75：大陸選手権本大会
  - 2.00：FIFAワールドカップ本大会
- 地域間係数が以下のようになっていた。

UEFA: 1.0　CONMEBOL: 1.0　CONCACAF: 0.86　AFC: 0.90　CAF: 0.86　OFC: 0.84
- アウェーでの勝利や試合における得失点も加味されていた。
- 勝敗に関するポイントも、試合によってバラバラであった。

1999年から適用されたこの算出方法では、1年ごとに7試合を抽出するため、試合数をこなすだけ、勝利を重ねるだけで上位に進出することは少なくなった。また、強豪国相手の惜敗は弱小国相手の勝利よりも高く評価されることもあった。しかし、依然として大陸間の実力格差と実際のランキングのズレを解消するには至っていなかったため、2006年7月12日発表分で再改定されることとなった。

### 1993年方式の算出方法
1993年からの最初の計算方式は非常に単純で、対戦相手のレベルに関係なく勝てば3点、引き分ければ1点のポイントが与えられ、その累積でランキング決定した。そのため、とにかく試合数をこなせば順位が上がる仕組みであった。その象徴的な結果として、1998年2月に、ワールドカップアジア最終予選を戦った日本が9位にランキングされた。